# Éthyllithium
L'éthyllithium est un composé chimique de formule CH3CH2Li. C'est un organolithien disponible dans le commerce généralement en solution dans un mélange benzène:cyclohexane et utilisé aussi bien en synthèse organique que pour l'amorçage de réactions de polymérisation. À sec, il se présente sous la forme d'un solide à cristaux incolores. Il est soluble dans une grande variété de solvants aprotiques comme l'éther diéthylique et le THF, formant une solution brunâtre. Il est fortement basique, réagit vigoureusement au contact de l'eau et de l'oxygène de l'air, et peut être pyrophorique.
On peut le préparer en faisant réagir un halogénure d'éthyle CH3CH2X, comme le bromoéthane CH3CH2Br, avec du lithium métallique, ou par une réaction de transmétallation entre le lithium et le diéthylmercure Hg(CH2CH3)2.
Comme les autres organolithiens, il réagit avec les groupes carbonyle à travers une substitution nucléophile. Cependant, contrairement aux réactifs de Grignard apparentés, comme le bromure d'éthylmagnésium CH3CH2MgBr, il ne forme qu'un alcool tertiaire et pas d'alcool secondaire,.